# Jeanett Kristiansen
Pour les articles homonymes, voir Kristiansen.
Jeanett Egebakken Kristiansen, née le 24 décembre 1992, est une handballeuse internationale norvégienne qui évolue au poste d'arrière gauche. 

## Biographie
Elle est la sœur des joueuses de handball, Charlotte et Veronica Kristiansen.
Elle connaît sa première sélection avec l'équipe senior de Norvège, face à la France en juin 2017.

## Palmarès

### En clubs
compétitions internationales
- finaliste de la coupe de l'EHF en 2018 (avec Vipers Kristiansand)
- troisième de la Ligue des champions en 2019 (avec Vipers Kristiansand)

compétitions nationales
- championne de Norvège en 2014 (avec Larvik HK), 2018 et 2019 (avec Vipers Kristiansand)
- vainqueur de la coupe de Norvège en 2014 (avec Larvik HK), 2018 et 2019 (avec Vipers Kristiansand)